# بيل ليبرت
بيل ليبرت (بالإنجليزية: Bill Lippert)‏ هو سياسي أمريكي، ولد في 18 يناير 1950 في الولايات المتحدة. حزبياً، نشط في الحزب الديمقراطي. وقد انتخب عضو مجلس نواب فيرمونت.